# Elfriede Brüning
Elfriede Brüning (8 novembre 1910 – 5 août 2014) est une journaliste, romancière et communiste allemande. Elle utilise aussi le pseudonyme de Elke Klent.

## Biographie
Elfriede Brüning est née à Berlin, fille d'un menuisier et d'une couturière qui sont impliqués dans le mouvement des travailleurs,. Forcée de quitter l'école après la dixième année pour soutenir la famille, elle travaille dans des bureaux ; à partir de 1929, elle est secrétaire dans une compagnie cinématographique de Berlin. Grâce à une lettre de recommandation, elle commence à publier des articles pour des journaux tels que le Berliner Tageblatt, le Berliner Börsen-Courier et le Vossische Zeitung. En parallèle, elle étudie à la Marxist Worker's School, elle rejoint le Parti communiste (KPD) en 1930 et par la suite, écrit principalement pour la presse communiste. En 1932, elle rejoint l'Association des écrivains prolétariens révolutionnaires ; c'est la plus jeune de l'association et en sera la dernière survivante,. Son premier roman, Handwerk hat goldenen Boden, est une critique sociale et doit être publiée en 1933 mais cette dernière est annulée à l'arrivée au pouvoir des nazis ; il est finalement publié en 1970 sous le titre Kleine Leute. Brüning se tourne vers des sujets plus légers et, en 1934, publie Und außerdem ist Sommer, qui est un succès.

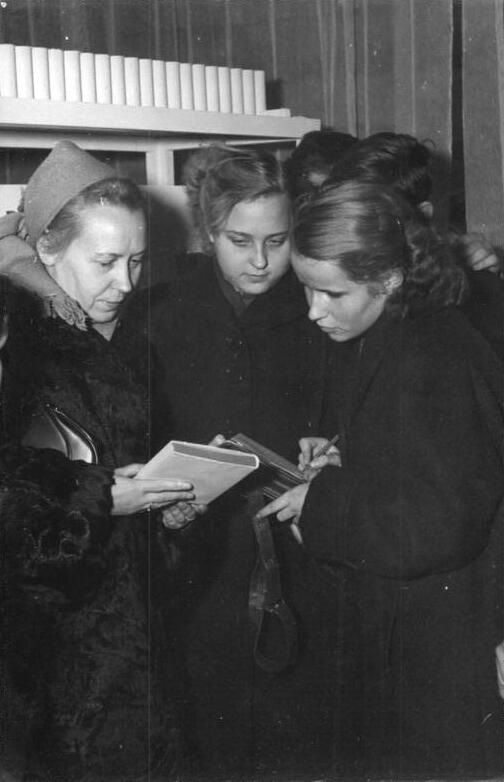
Brüning (à gauche) en 1953.

Pendant les premières années du régime nazi, Brüning participe à la résistance communiste, écrivant dans le journal en exil Neue Deutsche Blätter, sous le pseudonyme de Elke Klent et faisant des voyages à Prague, où il est publié en tant que messagère pour l'Association des écrivains prolétariens révolutionnaires. Le comité central KPD, alors illégal, se réunit dans un appartement de la boutique de ses parents,. Le 12 octobre 1935, elle est arrêtée et emprisonnée à la prison de femmes sur Barnimstrasse (de), mais est libérée après son procès pour trahison en 1937, car la Gestapo est incapable de prouver qu'elle s'est engagée dans des activités illégales,. Elle réussit à obtenir la permission d'écrire en prison, de sorte que, en 1936, elle publie un autre roman, Junges Herz muß wandern.
En 1937, elle épouse Joachim Barckhausen (de), écrivain et éditeur ; leur fille Christiane Barckhausen (de), née en 1942, est également devenue une écrivaine. Brüning travaille comme un évaluatrice de script pour une société de production cinématographique et avec Barckhausen, coécrit le scénario de Semmelweis – Retter der Mütter, qui est filmé par la Deutsche Film AG après la guerre. Elle passe les dernières années de la guerre chez ses beaux-parents dans la Magdebourg Börde.
Brüning rentre à Berlin en 1946, réactive son adhésion au KPD, et écrit et édite des nouvelles périodiques dans ce qui devint plus tard la République démocratique allemande. Son mariage prend fin en 1948. À partir de 1950, elle travaille à son compte en tant qu'écrivaine et vit à Berlin. Après la réunification de l'Allemagne, elle devient un membre de Die Linke. Elle continue à donner des interviews même dans ses dernières années.
Elle meurt à Berlin, et est enterrée dans le cimetière de Dorotheenstadt. Ses archives, courant de 1930 à 2007 sont conservées à l'Institut Fritz Hüser de Dortmund.

## Distinctions
- 1960 : Ordre du mérite patriotique en bronze
- 1975 : Ordre du mérite patriotique en argent
- 1980 : Prix Goethe de la Ville de Berlin
- 1980 : Prix de Littérature de la Ligue démocratique des femmes d'Allemagne
- 1983 : Prix des arts de la Freier Deutscher Gewerkschaftsbund
- 1985 : Ordre du mérite patriotique en or

## Travaux
Les publications de Brüning comprennent des romans, des nouvelles, des articles pour des journaux et des scénarios pour la télévision. Ses romans ont souvent un élément autobiographique ; ils portent généralement sur la vie des femmes et même les quatre romans publiés sous le régime nazis parle de femmes déterminées à aller à l'encontre de la ligne du parti pour poursuivre leur carrière. Ils sont très populaires en Allemagne de l'Est ; pour son 103e anniversaire en 2013, un million et demi d'exemplaires ont déjà été imprimés. Mais dans les années 1950, elle s'attaque officiellement à des thèmes « petit bourgeois », parlant de femmes qui cherchent l'égalité dans le mariage, et son travail n'est pas considéré comme suffisamment optimiste pour les officiels,. Bien que souvent désignée, elle ne reçoit aucun des plus prestigieuses prix d'Allemagne de l'Est comme le Prix de Littérature de la Ligue démocratique des femmes d'Allemagne et de l'Art Prix de la Freier Deutscher Gewerkschaftsbund avant les années 1980, quand elle est dans sa soixante-dixième année. Après la réunification, elle continue d'écrire sur les injustices sociales, y compris ceux de la réunification,.
- Und außerdem ist Sommer, Leipzig 1934
- Junges Herz muß wandern, Berlin 1936
- Auf schmalem Land, Leipzig 1938
- … damit du weiterlebst, Berlin 1949[11]
- Die Umkehr. Das ist Agnes, Leipzig 1949
- Ein Kind für mich allein, Leipzig 1950
- Vor uns das Leben, Berlin 1952
- Regine Haberkorn, Berlin 1955
- Gabriele, Berlin 1956
- Rom hauptpostlagernd, Berlin 1958
- Sonntag der dreizehnte, Berlin 1960
- Wege und Schicksale, Berlin 1962
- Das Antlitz unserer Zeit, Berlin 1965
- Kinder ohne Eltern, Halle 1968
- Kleine Leute, Berlin 1970
- Septemberreise, Halle 1974
- Hochverrat, Berlin 1975
- Jasmina und die Lotosblume, Berlin 1976
- Zu meiner Zeit, Halle 1977
- Partnerinnen, Halle 1978
- Frauenschicksale, Halle 1981
- Wie andere Leute auch, Halle 1983
- Altweiberspiele und andere Geschichten, Halle 1986
- Lästige Zeugen?, Halle 1990
- Kinder im Kreidekreis, Berlin 1992
- Und außerdem war es mein Leben, Berlin 1994 (autobiography)
- Jeder lebt für sich allein, Berlin 1999
- Spätlese, short stories, Berlin: Dietz, 2000,  (ISBN 3-320-02004-8); Berlin: Verlag am Park, 2014,  (ISBN 978-3-89793-195-4).
- Ein Mädchen und zwei Romane, Rostock: BS, 2002,  (ISBN 3-89954-002-6)
- Zeit-Besichtigung, Wilhelmshorst 2003
- Gefährtinnen, Berlin 2004
- Gedankensplitter, Berlin 2006
- 40 Kunstwerke aus der DDR, (Ed.), Berlin: Das Neue Berlin, 2009,  (ISBN 978-3-355-01765-7)
- Nun, ich lebe noch. Deutsche Kommunistinnen in sowjetischen Lagern. Tonbandgespräche, Edition Ost, Berlin: Verlag am Park, 2013,  (ISBN 978-3-89793-291-3).